# سرگئی یوفروف
سرگئی یوفروف (روسی: Сергей Владимирович Юферов؛ زادهٔ ۱ ژانویهٔ ۱۸۶۵) آهنگساز، و نوازنده پیانو اهل روسیه است.